# Tetragonalni kristalni sistem
Tetragonalni kristalni sistem ali tetragonalna singonija je eden od sedmih kristalnih sistemov. Tetragonalne kristalne mreže nastanejo z raztezanjem kubične kristalne mreže vzdolž enega od njenih mrežnih vektorjev, tako da kocka postane pokončna prizma, ki ima za osnovno ploskev kvadrat.
Heksagonalna osnovna celica ima naslednje mrežne parametre:
a = b ≠ c
α = β = γ = 90°
V tetragonalnem kristalnem sistemu sta dve Bravaisovi mreži: primitivna in telesno centrirana.
- Primitivna tetragonalna celica
- Telesno centrirana tetragonalna celica

Točkovne skupine tetragonalnega sistema, njihove mednarodne in Schönfliesove oznake in primeri mineralov so prikazani v naslednji preglednici.
| Točkovna skupina             | Mednarodna oznaka | Schöfliesova oznaka | Primer                   |
| ---------------------------- | ----------------- | ------------------- | ------------------------ |
| Ditetragonalno bipiramidalna | 4/m2/m2/m         | D4h                 | rutil, piroluzit, cirkon |
| Ditetragonalno piramidalna   | 4mm               | C4v                 | diaboleit                |
| Tetragonalno bipiramidalna   | 4/m               | C4h                 | šelit, vulfenit, levcit  |
| Tetragonalno piramidalna     | 4                 | C4                  | pinoit, rišelit          |
| Tetragonalno skalenoidalna   | 42m               | D2d                 | halkopirit, stanit       |
| Tetragonalno trapezoedrična  | 422               | D4                  | kristobalit, vardit      |
| Tetragonalno disfenoidalna   | 4                 | S4                  | kahnit, tugtupit         |

## Kristalne oblike
V tetragonalnih točkovnih skupinah so možne naslednje kristalne oblike:
- mmm - pinakoid, tetragonalna prizma, tetragonalna bipiramida, ditetragonalna prizma, ditetragonalna bipiramida
- 4/m - pinakoid, tetragonalna prizma, tetragonalna bipiramida
- 4mm - pedion, tetragonalna prizma, tetragonalna piramida, ditetragonalna prizma, ditetragonalna piramida
- 422 - pinakoid, tetragonalna prizma, tetragonalna bipiramida, ditetragonalna prizma, tetragonalni traperzoeder
- 42m - pinakoid, tetragonalna prizma, tetragonalna bipiramida, ditetragonalna prizma, tetragonalni disfenoid, tetragonalni skalenoeder
- 4 - pedion, tetragonalna prizma, tetragonalna piramida
- 4 - pinakoid, tetragonalna prizma, tetragonalni disfenoid